# Cinémitrailleuse
 (septembre 2016).
Si vous disposez d'ouvrages ou d'articles de référence ou si vous connaissez des sites web de qualité traitant du thème abordé ici, merci de compléter l'article en donnant les références utiles à sa vérifiabilité et en les liant à la section « Notes et références ».

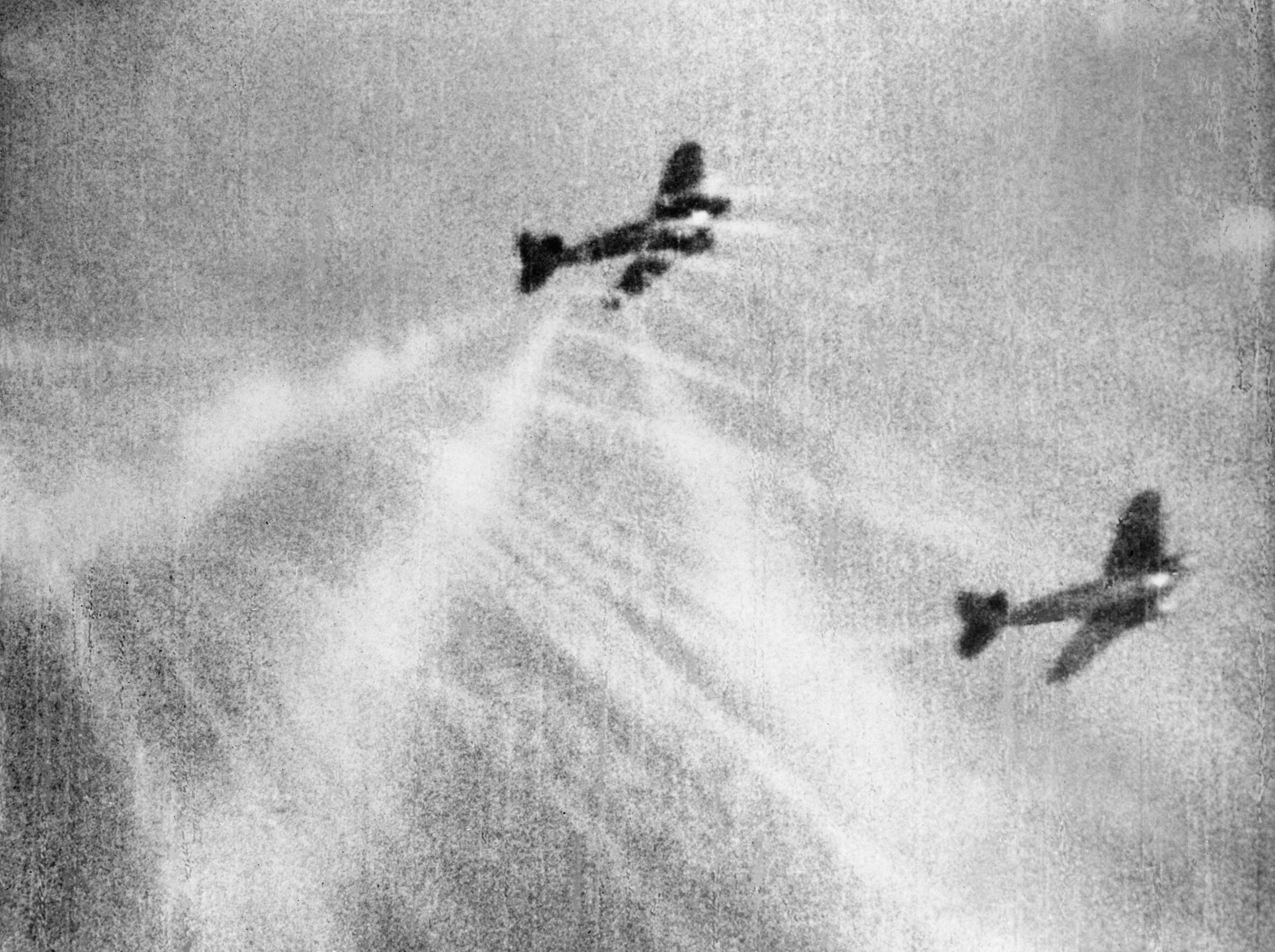
Bataille d'Angleterre, la cinémitrailleuse montre le tir d'un Supermarine Spitfire Mark I (Squadron 609 RAF, Flight Lieutenant J H G McArthur) touchant un Heinkel He 111.

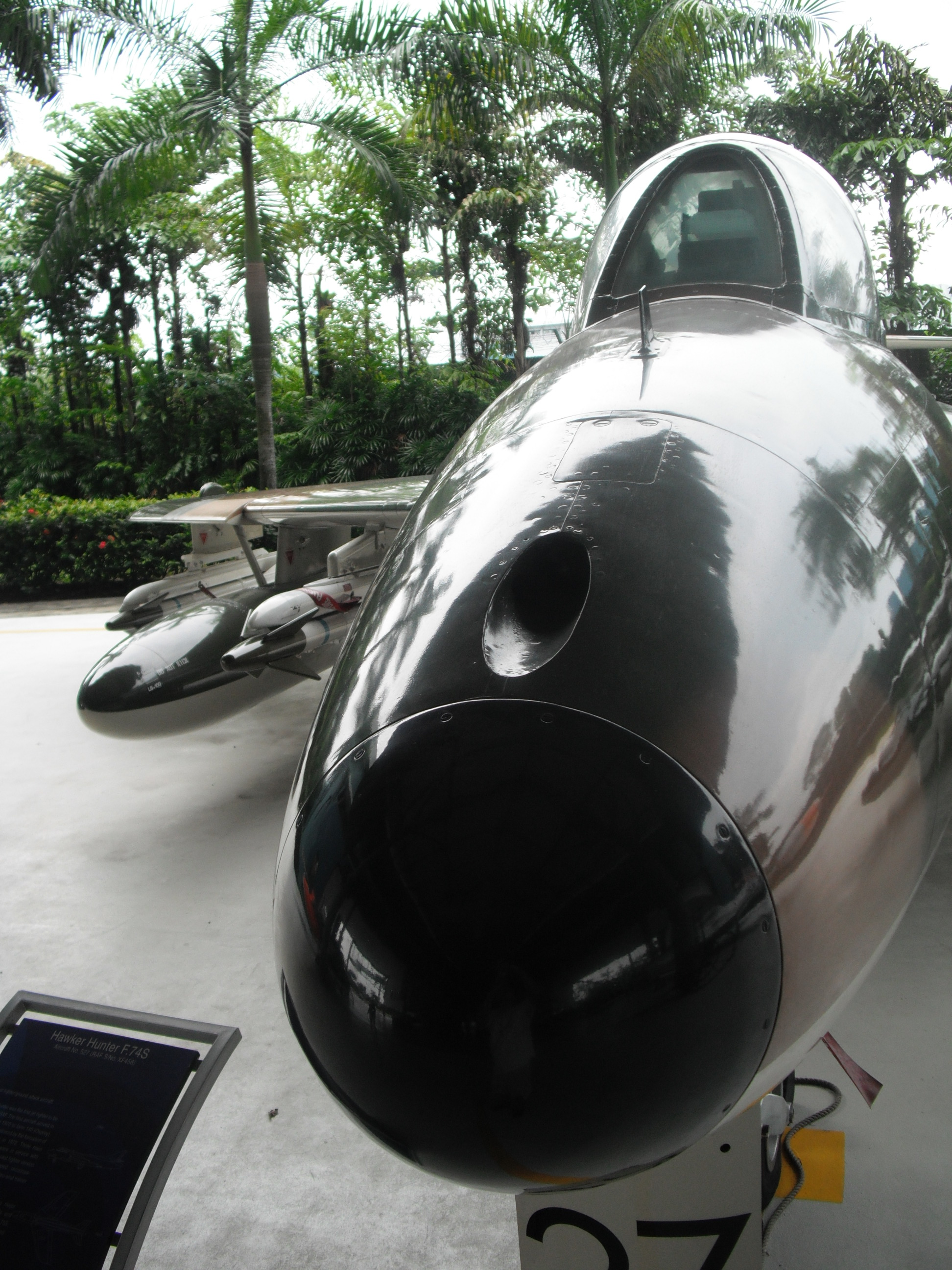
Position de la cinémitrailleuse G-10 sur un Hawker Hunter F.74S

Une cinémitrailleuse est un dispositif de prise de vue photographique, embarqué sur un avion militaire. Elle est mise en action avec l'armement de bord de l'appareil et cadrée de façon à enregistrer le résultat du tir. Son utilisation permet ainsi de valider la destruction, ou les dommages subis par l'objectif, ce qui, outre l'établissement de palmarès de victoires des pilotes, donne la possibilité de produire des statistiques fiables quant aux pertes enregistrées par l'ennemi.